# Héninel
Héninel ist eine französische Gemeinde mit 188 Einwohnern (Stand 1. Januar 2022) im Département Pas-de-Calais in der Region Hauts-de-France. Sie gehört zum Arrondissement Arras, zum Kanton Arras-3 und zum Gemeindeverband Osartis Marquion.

## Lage
Die Gemeinde Héninel liegt am Südostrand des Artois am Fluss Cojeul, acht Kilometer südöstlich von Arras. Nachbargemeinden von Héninel sind Wancourt im Norden, Guémappe im Nordosten, Chérisy nim Osten, Fontaine-lès-Croisilles im Südosten, Croisilles im Süden sowie Saint-Martin-sur-Cojeul im Westen. Im Westen der Gemeinde verläuft die Autoroute A1 und parallel zu dieser die Eisenbahn-Schnellfahrstrecke LGV Nord. Im Süden der Gemeinde Héninel stehen zwei Windkraftanlagen als Teil eines interkommunalen Windparks.

## Bevölkerungsentwicklung
| Jahr                       | 1962 | 1968 | 1975 | 1982 | 1990 | 1999 | 2006 | 2015 | 2022 |
| -------------------------- | ---- | ---- | ---- | ---- | ---- | ---- | ---- | ---- | ---- |
| Einwohner                  | 199  | 186  | 165  | 197  | 238  | 195  | 210  | 184  | 188  |
| Quellen: Cassini und INSEE |      |      |      |      |      |      |      |      |      |

## Sehenswürdigkeiten
- Kirche Saint-Germain
- sieben britische Soldatenfriedhöfe

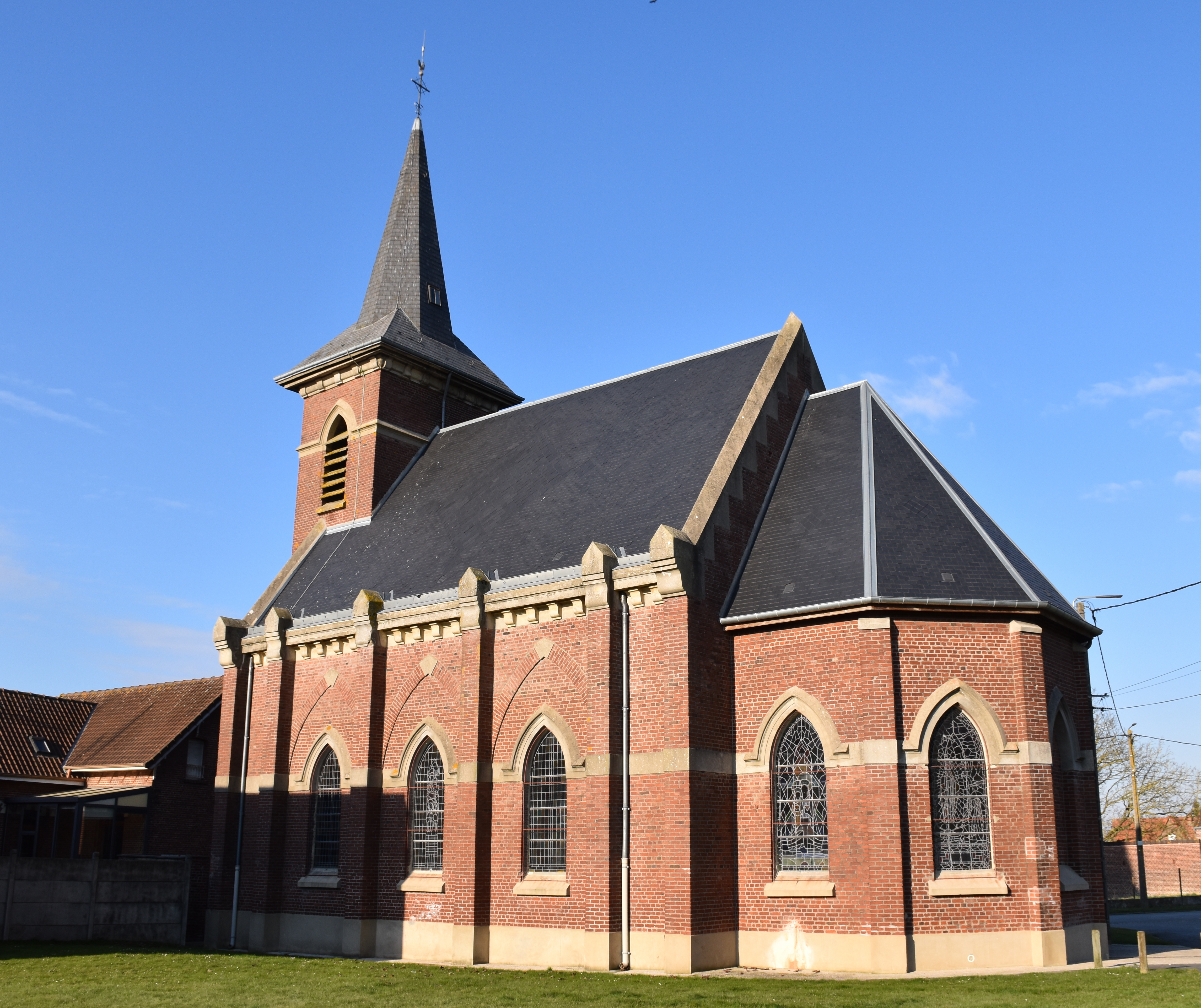
Kirche Saint-Germain
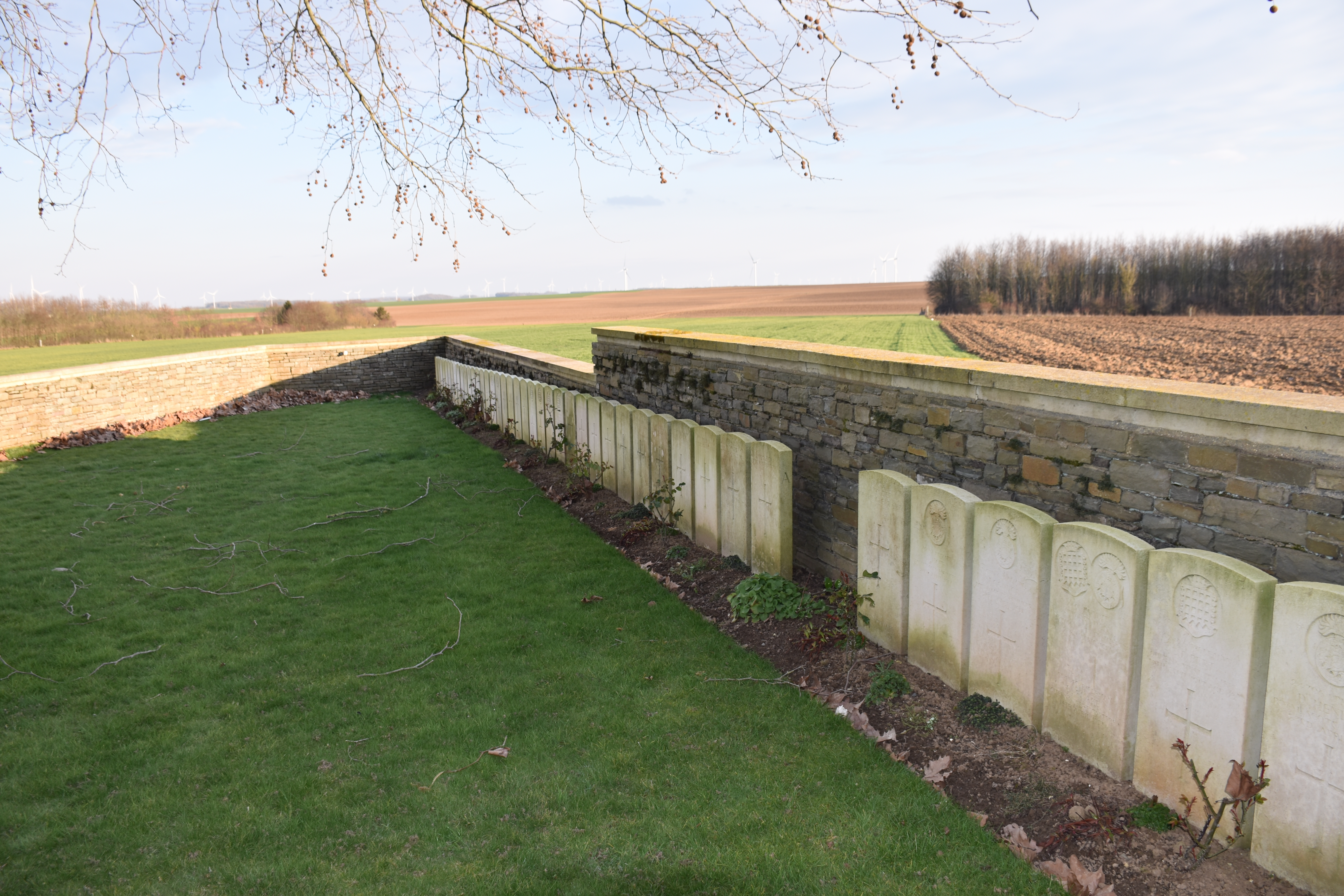
Bootham Cemetery
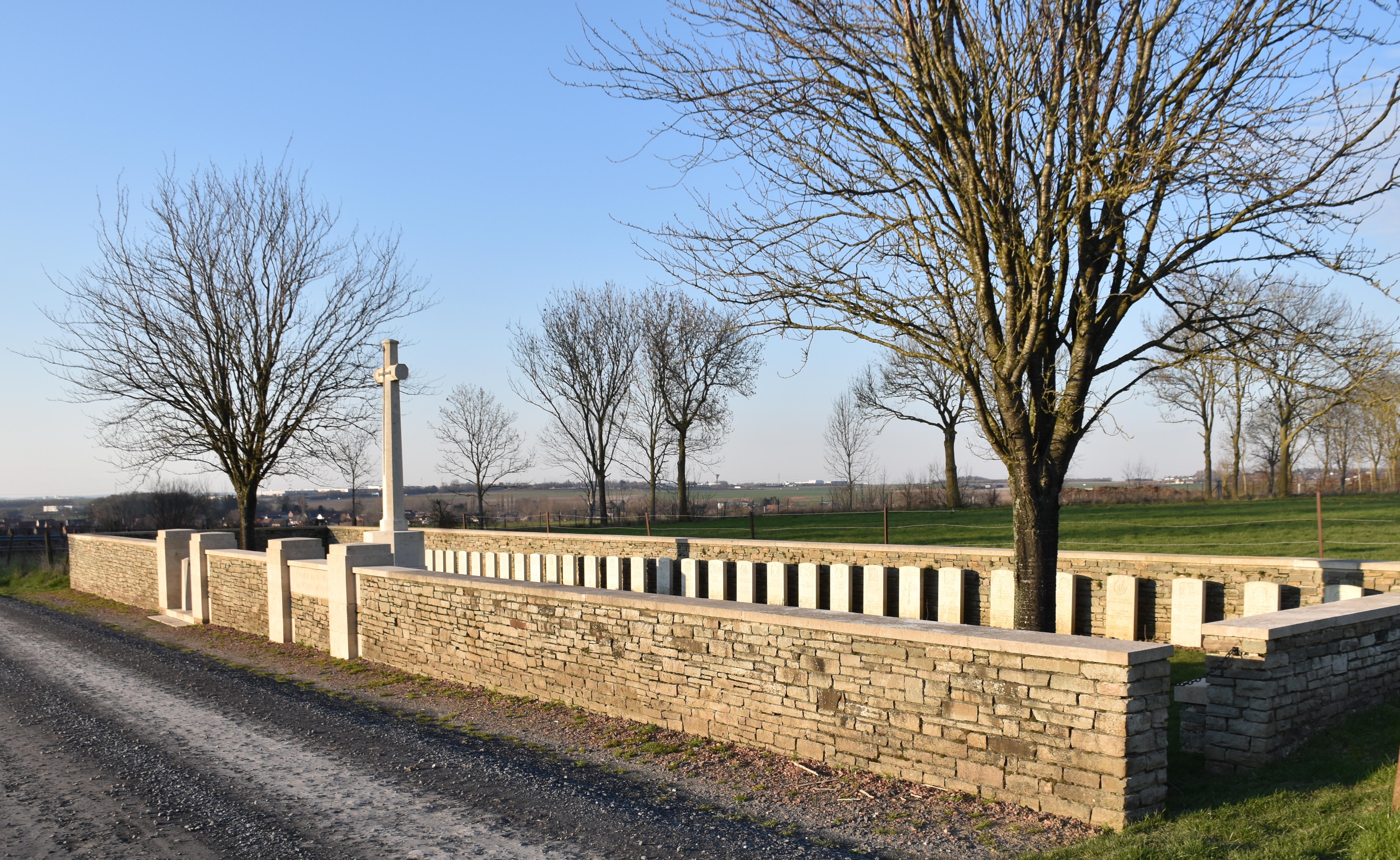
Chérisy Road East Cemetery
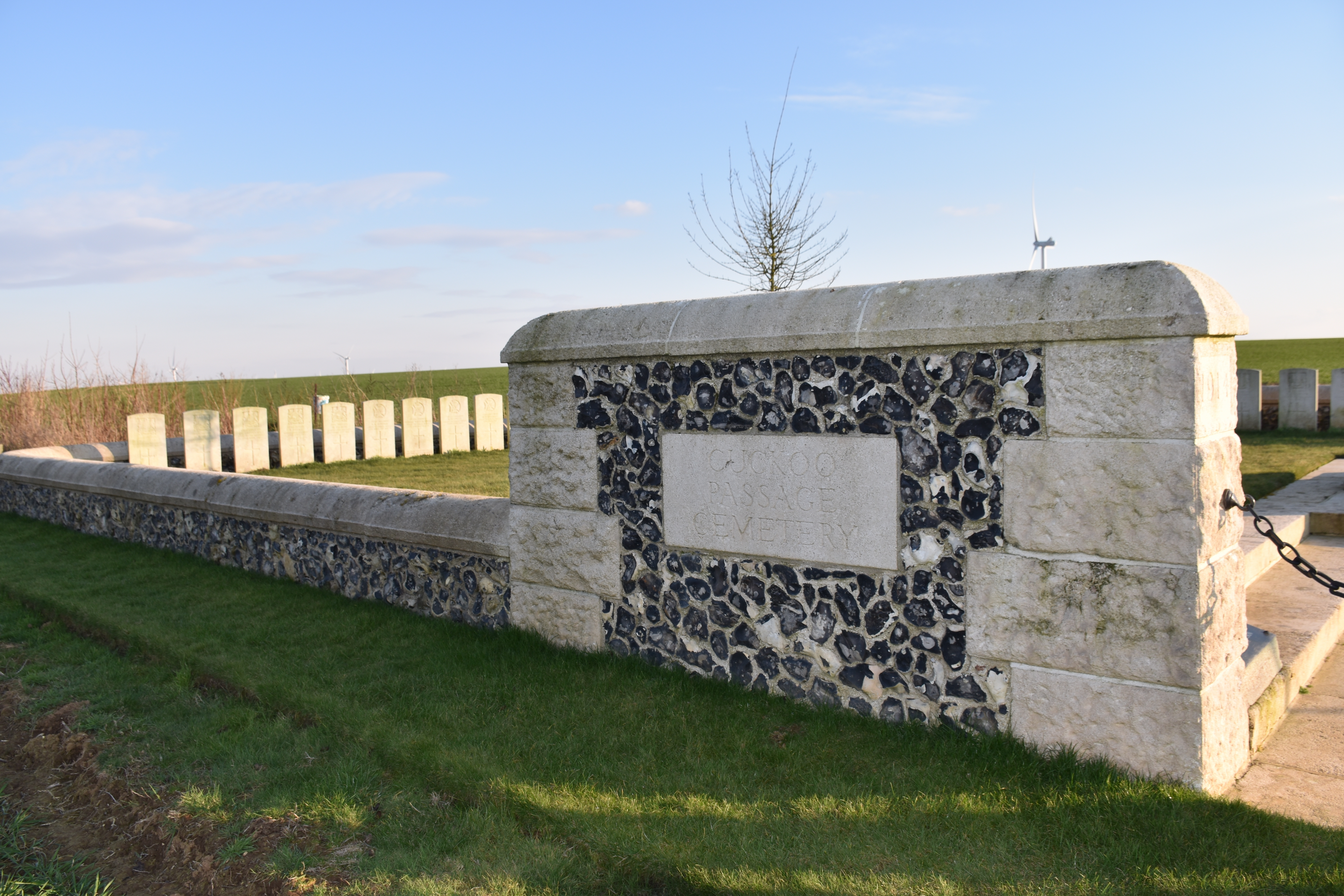
Cuckoo Passage Cemetery
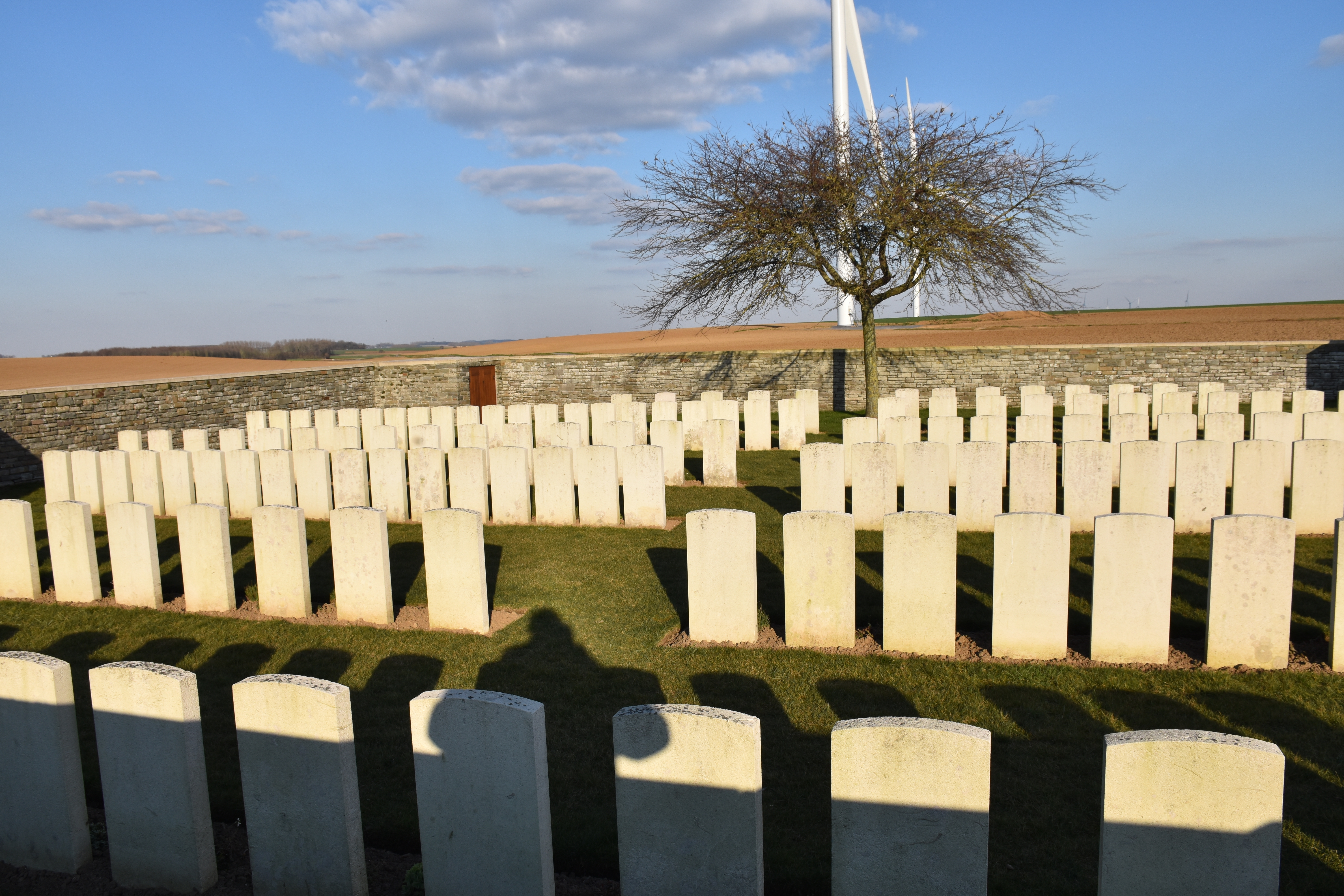
Croisilles Road Cemetery
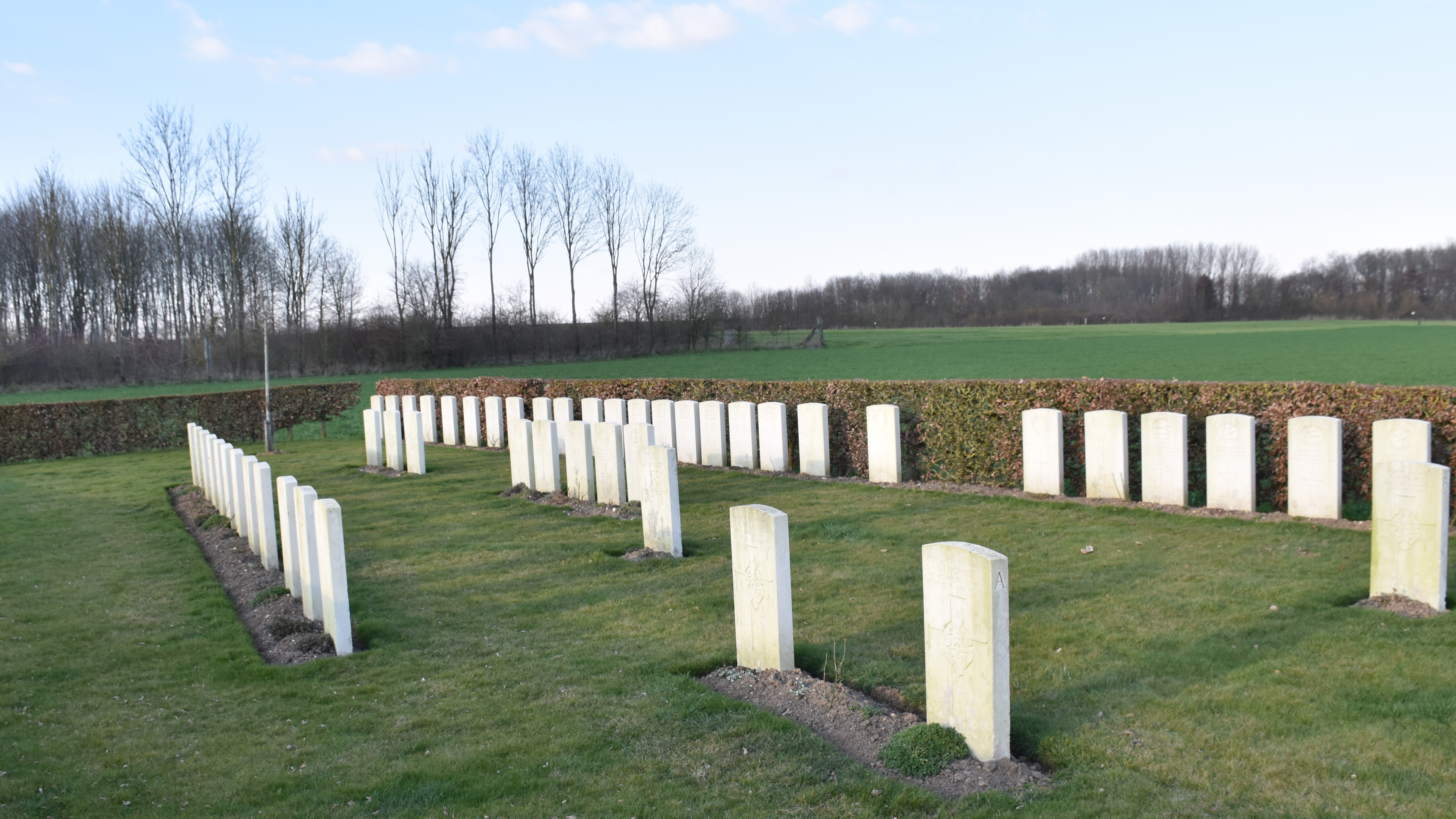
Rookery Cemetery
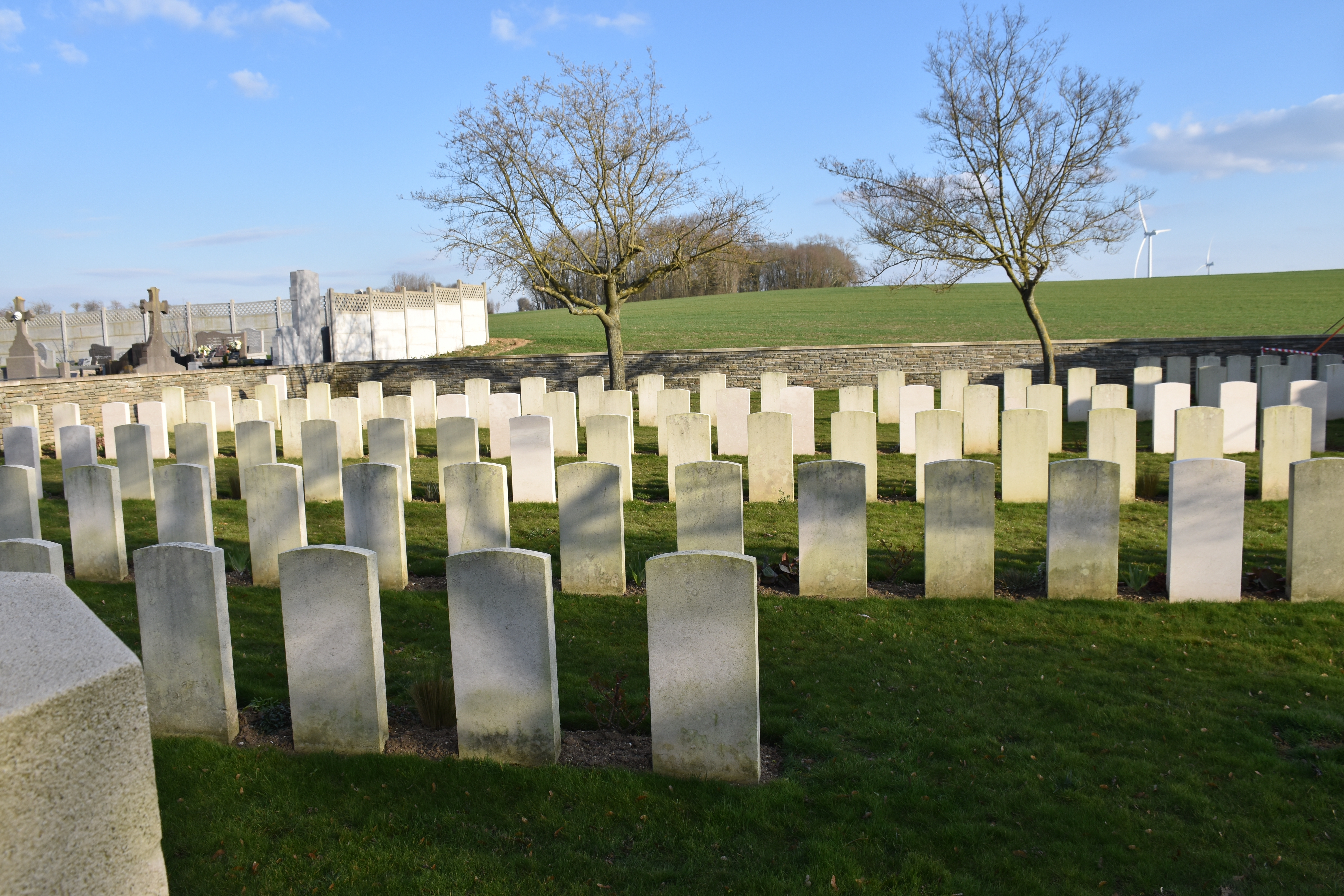
Héninel Communal Cemetery Extension
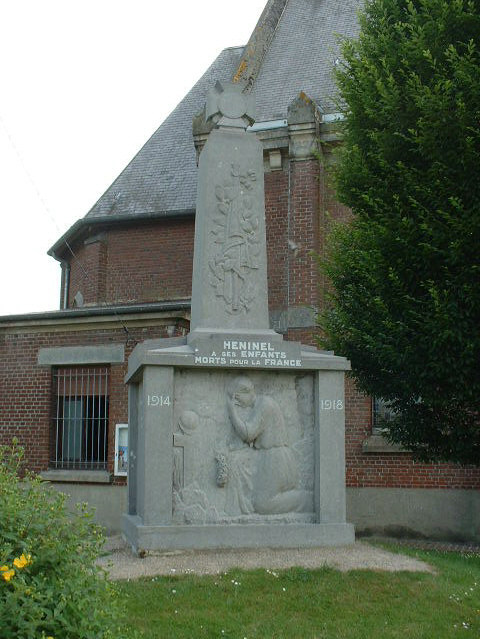
Gefallenendenkmal